# Shirley Pauwels
Shirley Pauwels (ca. 1969) is een Belgisch voormalig hockeyster.

## Levensloop
Pauwels was actief bij KHC Leuven. Als speelster van deze club werd ze vijfmaal landskampioen (1993, 1996, 1997, 1998 en 1999) en ontving ze in seizoen 1997-'98 de Gouden Stick.
Daarnaast was ze actief bij het Belgisch hockeyteam. Met de nationale equipe nam ze onder meer deel aan het Europees kampioenschap van 1991.